# Witte Anna
Witte Anna is een ronde woontoren uit 1987 aan de Jan van Riebeekstraat in de wijk Bezuidenhout in Den Haag, ca. 200 m ten zuidoosten van het Centraal Station.
De Witte Anna is 77 meter hoog en heeft 26 verdiepingen waarvan de eerste 24 verdiepingen bestaan uit 102 sociale huur appartementen. De 25e verdieping is een bedrijfsruimte voor horeca; de 26e verdieping is een vide bij deze bedrijfsruimte. Deze horeca-ruimtes werden aangelegd op kosten van de Gemeente Den Haag. Dwars door de flat loopt een 8 verdiepingen hoge opening met daarin een voetpad naar het Prins Bernhardviaduct en naar het tweede niveau van station Den Haag Centraal. Jarenlang was dit wooncomplex de hoogste woontoren van Nederland, en tot 2007 de hoogste in Den Haag. Aan die status kwam een einde toen in 2007 Het Strijkijzer aan het Rijswijkseplein werd opgeleverd, die met 132 meter aanzienlijk hoger is. Op de ranglijst van hoogste gebouwen van Den Haag staat de Witte Anna op de 16e plaats.
Het gebouw heeft beneden een expositieruimte.

## Geschiedenis
Op 3 maart 1945 werd een deel van het Bezuidenhout gebombardeerd door een fout van de Britse luchtmacht. Na de oorlog werd de buurt opgebouwd. Grote delen van de wijk werden gesloopt en nieuwbouwplannen werden gemaakt. Door de inspanningen van de directeur van woningbouwvereniging V.Z.O.S. Frans van Eijk kon er sociale woningbouw gerealiseerd worden. De oorspronkelijke bewoners, die graag naar deze buurt terugkwamen, zijn bij de planuitwerking betrokken.
In 1982 was de wijk herrezen. Voor het laatste, nog niet ingevulde deel tegen het Prins Bernhardviaduct, ontwierpen de stedenbouwkundige Bram van Hengel en projectarchitect Wladimir Roemjantsew van het Rijswijkse bureau "Groep 5 Architecten" in 1984 een ronde woontoren. Van 1985 - 1987 werd de toren aan de Jan van Riebeekstraat gebouwd door aannemersbedrijf Intervam.
De met blauw glas bedekte 25e en 26e verdieping van het gebouw hebben een eigen geschiedenis. De toenmalige Haagse wethouder voor ruimtelijke ordening Adri Duivesteijn vond de locatie van de toren zo uniek, dat hij op de bovenste laag een publieksfunctie wilde toevoegen. Louter op eigen initiatief en zonder enig vooroverleg met de Raadscommissie voor Financiën verzocht hij architectenbureau Groep 5, aannemer Intervam en de woningbouwvereniging "Verbetering zij ons streven" (VZOS) een restaurant op de top te bouwen. Hij beloofde hen hiervoor 1,2 miljoen gulden uit het stadsvernieuwingsfonds. Voor dit doel moest o.m. een aparte lift naar de 25e verdieping worden aangelegd. Toen Duivesteijn's belofte aan het licht kwam ontstond een politieke rel. De gepasseerde Raadscommissie voor Financiën adviseerde de gemeenteraad de steun af te wijzen. Ook het Nederlands Verbond van Horecawerkgevers (Horecaf) gaf de gemeenteraad een negatief advies. Er was in die jaren een overcapaciteit in de Haagse horeca. Horecaf vreesde, dat het restaurant niet rendabel zou kunnen worden geëxploiteerd en dat de gemeente vervolgens -door een lagere huur- zou bijdragen aan oneerlijke concurrentie in de sector. Maar omdat de steun reeds beloofd was en het restaurant reeds gebouwd ging de Raad op 27 augustus 1987 -noodgedwongen- akkoord. Er had zich toen nog geen geïnteresseerde exploitant gemeld.

## Restaurants
De horeca-ruimte op de 25e en 26e verdieping heeft een treurige geschiedenis. Als eerste kwam er het Chinese restaurant "Sea View Tower" dat in het eerste jaar na opening reeds 5 faillissementsaanvragen ontving. "Sea View Tower" werd al in 1990 opgevolgd door het Chinees/Kantonese restaurant "Sapphire Tower" dat hier ca. 20 jaar gevestigd bleef en dat in januari 2011 werd opgevolgd door "Famous City", eveneens een Aziatisch restaurant. "Famous City" werd al in 2012 gesloten waarna de ruimte van 400 m² in sept. 2012 te koop werd gezet voor € 895.000,- Op 4 maart 2013 werd het verkocht en in september 2013 opende het restaurant Queentower er zijn deuren. Dit restaurant serveerde volgens eigen zeggen Franse keuken, maar in het oude en verwaarloosde Chinese interieur van de eerdere eigenaren. De recensies waren bar slecht  en binnen een jaar was Queentower gesloten en rond juli 2014 opgevolgd door het Libanees-Turkse "Toren Restaurant Witte Anna". Dit restaurant kreeg eveneens heel slechte beoordelingen en het bestond maar een paar maanden omdat de uitbater ruzie kreeg met de eigenaar over een rioolgeur in zijn zaak, achterstallig onderhoud, een slecht werkende lift, lekkages en oude elektriciteit-, gas- en waterleidingen; zaken die de eigenaar niet wilde aanpassen. Het werd opgevolgd door het Turkse restaurant & shisha lounge "Zirve" dat er tot de dag van vandaag zit(situatie januari 2024). Ook dit restaurant behoort volgens Tripadvisor tot de slechtste restaurants van Den Haag  en werd door de Telegraaf omschreven als "een shisha broeinest ... van zaken die het daglicht niet kunnen verdragen".

## Drugslaboratorium
In mei 2020 werd een drugslaboratorium in een woning in de Witte Anna door de politie opgerold, in samenwerking met de Landelijke Faciliteit Ontmantelen (LFO). Daarbij werden 3 arrestaties verricht.

## De naam
De naam voor de toren werd bedacht tijdens de viering van het bereiken van het hoogste punt. Anna van Eijk, de weduwe van de hierboven genoemde directeur van V.Z.O.S. Frans van Eijk was daarbij aanwezig. De toren werd naar haar vernoemd. Sindsdien heet het gebouw de "Witte Anna", maar het heeft een paar bijnamen, o.a. de Keukenrol. Ook Sapphire Tower komt wel voor, naar de naam van het voormalige restaurant op de bovenste verdieping.
JuBi-torens · Hoftoren · New Babylon · The Grace I & II · Het Strijkijzer · De Kroon · Grotius I & II · Prinsenhof · Castalia · Sint-Jacobuskerk · Haagse Toren · Vredespaleis · Zurichtoren · Leonardo da Vinci I · Muzentoren · Witte Anna · Centre Court · Pharos · Malietoren · De Groene Toren · Zilveren Toren · Stadsdeelkantoor Escamp